# Llibre dels Quatre Senyals
El Llibre dels Quatre Senyals és un text jurídic que reflecteix l'estructura orgànica i el funcionament de la Generalitat de Catalunya medieval. Aplegava disposicions normatives que configuraven i protegien la potestat pública de la Diputació del General. Els capítols de Cort i altra normativa del General definien, regulaven i desenvolupaven la seva jurisdicció privativa i suprema derivada d'un monarca que l'havia extret de la seva summa potestat per abdicar-la «en els Deputats elegidors en la present Cort, si seran triennals, è a lurs succeydors triennals generalment».
Fou una recopilació elaborada per la mateixa Diputació i que es va començar durant el segle xv, amb una primera recopilació manuscrita (1413-1422), una segona de 1495. A l'iniciar-se la dinastia dels Habsburg. Aquest llibre prendrà importància com a element de contenció de la política absolutista del rei. Posteriorment, es varen fer tres edicions impreses: 1634, 1683 i 1698, sempre coincidint amb moments d'intimidació desafiament a la Generalitat i als seus impostos.